# 1964年夏季奥林匹克运动会自行车比赛
1964年夏季奥林匹克运动会自行车比赛在东京举行。

## 奖牌榜

### 公路
| Event                         | 金牌                                                                    | 银牌                                                                              | 铜牌                                                                      |
| Individual road race （詳細） | 马里奥·扎宁 · 意大利（ITA）                                             | Kjeld Rodian · 丹麦（DEN）                                                        | Walter Godefroot · 比利时（BEL）                                          |
| Team time trial （詳細）      | 荷兰（NED） · Bart Zoet · Evert Dolman · Gerben Karstens · Jan Pieterse | 意大利（ITA） · 费鲁乔·曼扎 · 塞韦里诺·安德烈奥利 · 卢恰诺·达拉博纳 · 彼得罗·圭拉 | 瑞典（SWE） · 斯图雷·彼得松 · 斯文·哈姆林 · 埃里克·彼得松 · 约斯塔·彼得松 |

### 场地
| Event                       | 金牌                                                                                   | 银牌                                                                          | 铜牌                                                                       |
| Individual pursuit （詳細） | 伊日·达莱尔 · 捷克斯洛伐克（TCH）                                                      | 乔治·乌尔西 · 意大利（ITA）                                                   | Preben Isaksson · 丹麦（DEN）                                              |
| Team pursuit （詳細）       | 德国联队（EUA） · 恩斯特·施特伦 · 洛塔尔·克莱斯格斯 · 卡尔-海因茨·亨里希斯 · 卡尔·林克 | 意大利（ITA） · 佛朗哥·泰斯塔 · 琴乔·曼托瓦尼 · 卡洛·兰卡蒂 · 路易吉·龙卡利亚 | 荷兰（NED） · Cor Schuuring · Henk Cornelisse · Gerard Koel · Jaap Oudkerk |
| Sprint （詳細）             | 乔瓦尼·佩泰内拉 · 意大利（ITA）                                                        | 塞尔焦·比安凯托 · 意大利（ITA）                                               | 达尼埃尔·莫勒隆 · 法国（FRA）                                              |
| Tandem （詳細）             | 安杰洛·达米亚诺 · and 塞尔焦·比安凯托 · 意大利（ITA）                                  | Imants Bodnieks · and Viktor Logunov · 苏联（URS）                            | 维利·富格雷尔 · and 克劳斯·科布施 · 德国联队（EUA）                        |
| 1000m time trial （詳細）   | Patrick Sercu · 比利时（BEL）                                                          | 乔瓦尼·佩泰内拉 · 意大利（ITA）                                               | 皮埃尔·特朗坦 · 法国（FRA）                                                |

## 参赛国家
| - 阿根廷（10） - （14） - 比利时（10） - 保加利亚（1） - 柬埔寨（6） - 中华台北（4） - 哥伦比亚（8） - 捷克斯洛伐克（9） - 丹麦（12） - 埃塞俄比亚（4） |  | - 法国（14） - 德国联队（13） - 英国（12） - 香港（4） - 匈牙利（7） - 印度（5） - 伊朗（4） - 意大利（14） - 日本（15） - 卢森堡（2） |  | - 马来西亚（9） - 墨西哥（9） - 蒙古（4） - 荷兰（12） - 新西兰（5） - 巴基斯坦（4） - 秘鲁（1） - 菲律宾（4） - 波兰（8） - 罗马尼亚（5） |  | - 韩国（6） - 南越南（6） - 苏联（12） - 西班牙（6） - 瑞典（4） - 瑞士（5） - 泰国（8） - 特立尼达和多巴哥（3） - 美国（16） - 乌拉圭（8） |

## 各国奖牌榜
| 排名 | 国家／地区   | 金牌 | 银牌 | 铜牌 | 總數 |
| ---- | ------------ | ---- | ---- | ---- | ---- |
| 1    | 意大利       | 3    | 5    | 0    | 8    |
| 2    | 比利时       | 1    | 0    | 1    | 2    |
| 2    | 荷兰         | 1    | 0    | 1    | 2    |
| 2    | 德国联队     | 1    | 0    | 1    | 2    |
| 5    | 捷克斯洛伐克 | 1    | 0    | 0    | 1    |
| 6    | 丹麦         | 0    | 1    | 1    | 2    |
| 7    | 苏联         | 0    | 1    | 0    | 1    |
| 8    | 法国         | 0    | 0    | 2    | 2    |
| 9    | 瑞典         | 0    | 0    | 1    | 1    |